# Бурсит
Бурсит се нарича възпаление на една или повече бурси – околоставните торбички, изпълнени със синовиална течност. Може да се прояви остро – внезапно начало на оплакванията, които са силно изразени, или хронично – с по-слабо изразени оплаквания, които се засилват на пристъпи.

## Причини и рискови фактори
Обикновено се дължи на травма или инфекция. Може да засегне рамото, лакътя, коляното, седалището и ахилесовото сухожилие. Рискови фактори могат да бъдат захарният диабет, бъбречни заболявания и продължително лечение с кортикостероиди.

## Признаци и симптоми
Най-честите оплаквания на пациентите са:
- болка – различна по интензивност, може да е остра или тъпа, обикновено се засилва при движение, при което стените на бурсите се трият една в друга. При натиск също се усеща болка. При хроничния бурсит болката може да се усеща основно при натоварване, докато при острия обикновено е силна и непрекъсната. Ако през нощта болката се засили, тя може да събуди болния.
- подуване – дължи се на натрупване на серозна течност в бурсата и обикновено се наблюдава при бурсит на лакътя или коляното.
- зачервяване – дължи се на повишен приток на кръв към възпалената област, обикновено се наблюдава, когато причината за състоянието е инфекция. Наблюдава се основно при бурсит на лакътя или коляното.
- затопляне на мястото – рядко се наблюдава и само, когато причината е инфекция.
- ограничаване на движенията – не всички движения са ограничени, а само тези, които предизвикват триене на стените на бурсите, както и движенията, включващи съкращение на мускул.
- усещане за триене или „прескачане“ – много рядко срещано, обикновено това трябва да насочи съмнения за подагра. Дължи се на отделяне на калциеви кристали при ненавременно лечение.

## Изследвания и диагностициране
- Рентгенова снимка – не служи за доказване на заболяването. Използва се за отхвърляне на други заболявания с подобни симптоми.
- Изследване на течност – извличане с игла на течност от бурсата за доказване на инфекция.
- Периферна кръвна картина.

## Лечение
Лечението е комплексно. Може да бъде назначена физиотерапия. За облекчаване на болките трябва да бъде изтеглено цялото количество течност от торбичката. Пълното обездвижване трябва да се избягва. При неповлияване на симптомите, може да се наложи да се бие инжекция с мощен кортикостероид, заедно с локален анестетик. Обикновено този метод е доста ефективен, но заболяването може да рецидивира след няколко месеца. При системни рецидиви, може да бъде предприето хирургическо отстраняване на стените на бурсата. Ако има калциеви кристали, те също те отстраняват хирургически. Ако причинителят е инфекциозен, се предписват и антибиотици, след проведена антибиограма.